# Queensferry Crossing
Il Queensferry Crossing (ex Forth Replacement Crossing) è un ponte stradale situato in Scozia. È stato costruito accanto al Forth Road Bridge e porta l'autostrada M90 (strada europea E15) attraverso il Firth of Forth tra Edimburgo, a South Queensferry e Fife, a North Queensferry.

## Descrizione e storia

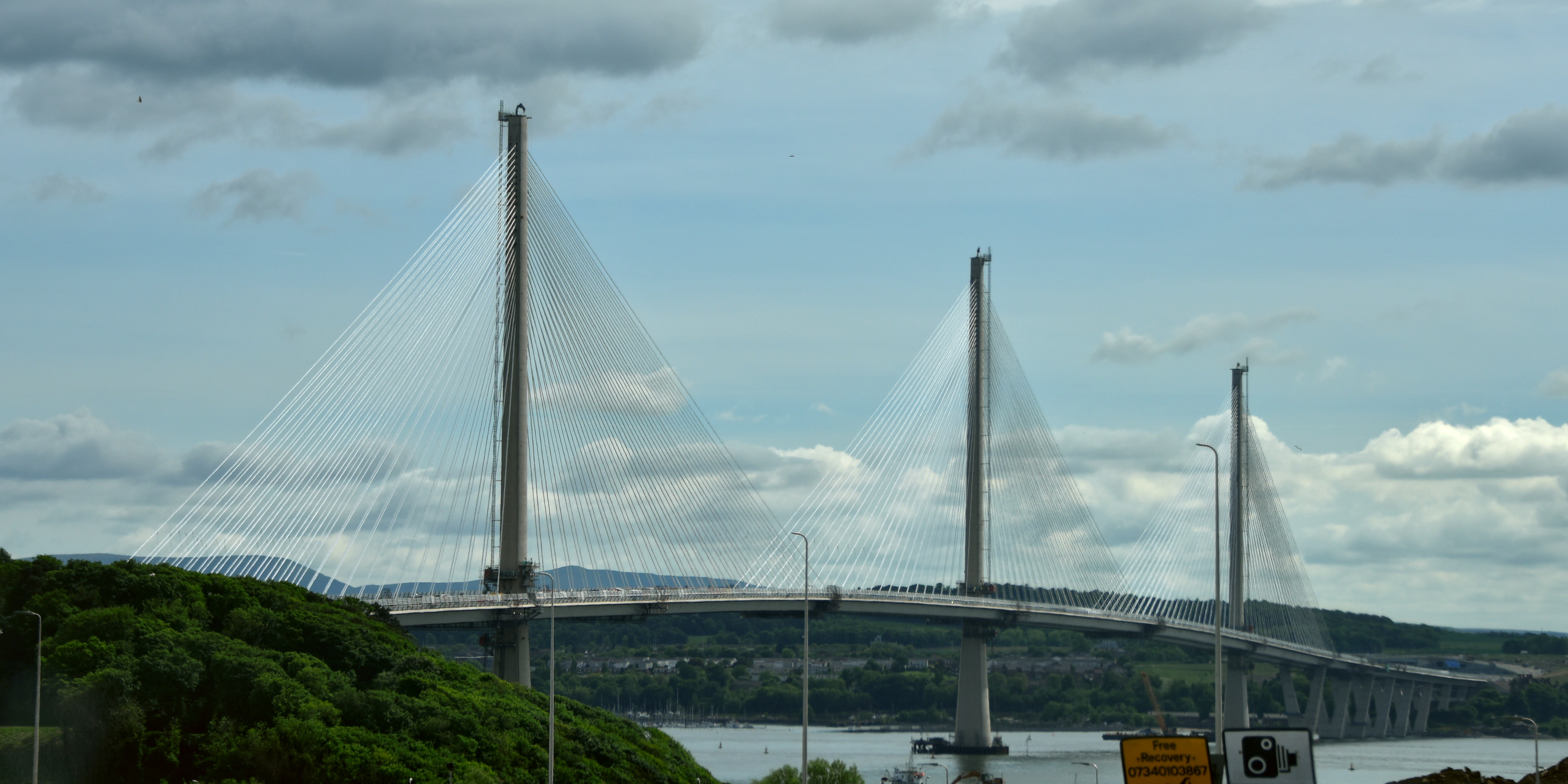
Vista panoramica del ponte durante le fasi finali della costruzione

Nell'aprile del 2011, la Forth Crossing Bridge Constructors Consortium si è aggiudicata il contratto e la costruzione è iniziata a fine estate/autunno 2011.
Il Queensferry Crossing è un ponte strallato con tre piloni, con una lunghezza complessiva di 2,7 chilometri. Furono costruiti circa 4 chilometri di nuove strade di collegamento.

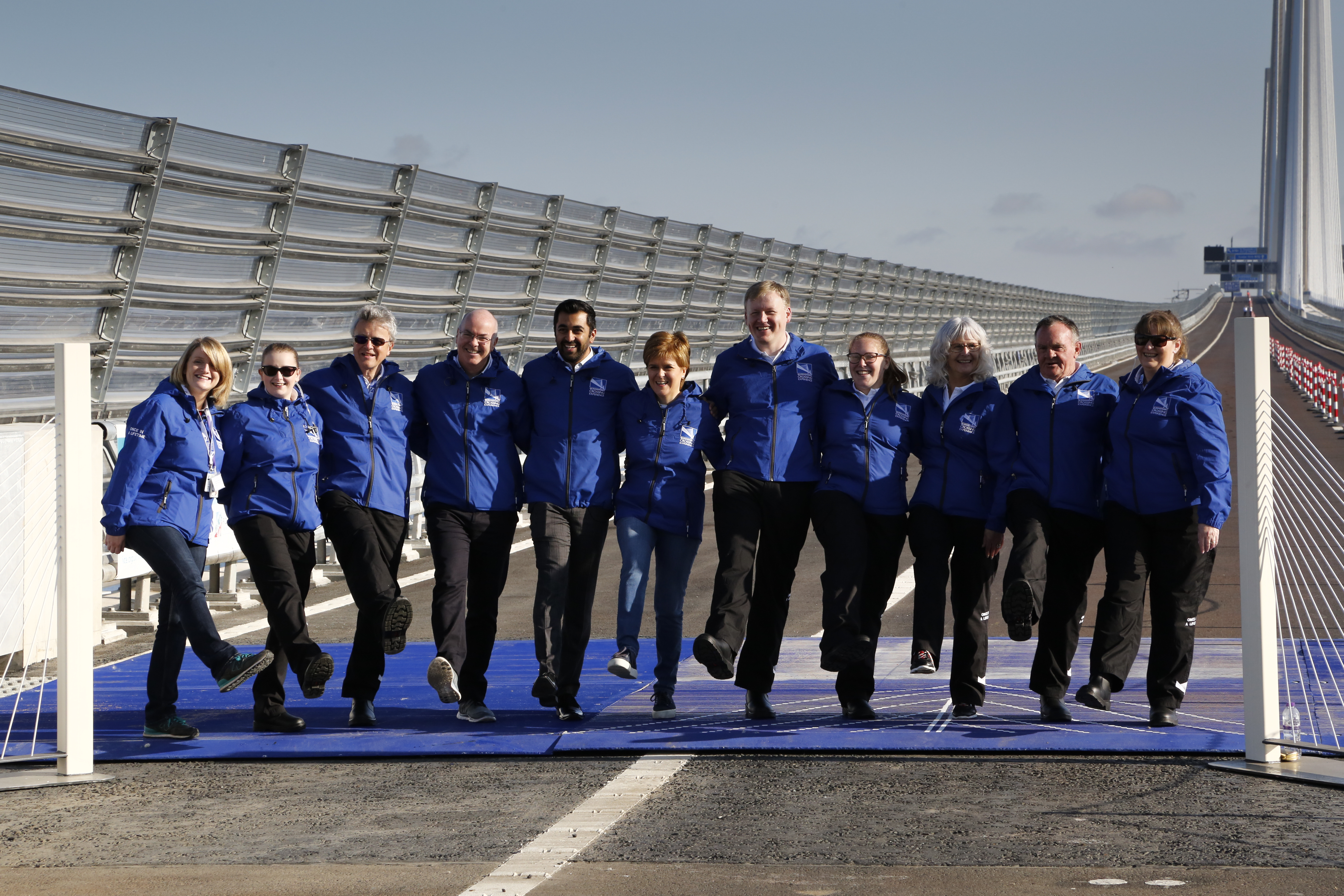
2 settembre 2017, l'inaugurazione del ponte, con al centro il primo ministro scozzese Nicola Sturgeon

Il ponte doveva essere completato entro dicembre 2016, ma tale scadenza è stata prorogata ad agosto 2017 dopo diversi ritardi. È il terzo ponte sul Forth a Queensferry, accanto al Forth Road Bridge completato nel 1964, e il Forth Bridge completato nel 1890. Dopo una votazione pubblica, il 26 giugno 2013 è stato ufficialmente chiamato Queensferry Crossing ed aperto al traffico il 30 Agosto 2017. L'inaugurazione ufficiale è stata effettuata il 4 settembre 2017 dalla regina Elisabetta II, a cinquantatré anni dal giorno in cui ha aperto l'adiacente Forth Road Bridge.